# Supersilent
A Supersilent norvég avantgárd/improvizatív (free improvisation) zenekar.

## Története
Az együttes 1997-ben alakult Bergenben, a Nattjazz fesztiválon, amikor a "Veslefrekk" nevű Jazz triót megkérték arra, hogy együtt játszanak Deathproddal (Helge Sten). Így megalakult a Supersilent, amely zenéjében a dzsessz és a noise műfajokat ötvözi. Csak improvizatív zenét játszanak. Első nagylemezük megalakulásuk évében, 1997-ben jelent meg.

## Tagok
- Arve Henriksen - ének, trombita, ütős hangszerek
- Helge Sten (Deathprod) - szintetizátor, elektronika, elektromos gitár
- Ståle Storlokken - zongora, szintetizátor
- Jarle Vespestad (1997-2009) - dob

## Diszkográfia
- 1-3 (1997, tripla koncert/stúdióalbum)
- 4 (1998)
- 5 (koncertalbum, 2001)
- 6 (2003)
- 7 (DVD, 2005)
- 8 (2007)
- 9 (koncertalbum, 2009)
- 10 (2010)
- 11 (2010)
- 100 (2010)
- 12 (2014)
- 13 (2016)